# 유소프 라와
유소프 라와(말레이어: Yusof Rawa, 1922년 5월 8일~2000년 4월 28일)는 말레이시아의 무슬림 정치인이다. 1983년부터 1989년까지 범말레이시아이슬람당(PAS)의 총재 및 국회의원직을 겸임했다. 유수프(Yusuf)라고도 하나, 원래의 이름은 유소프이다.

## 생애
풀라우피낭의 르부흐아체흐(Lebuh Acheh)에서 태어났다. 1951년 범말레이시아이슬람당(PAS)에 가입했으며, 1969년 총선 때 코타스타르슬란탄 지역의 의원이던 마하티르 모하마드를 몰아내고 승리했다. 마하티르는 훗날 총리가 된다. PAS가 국민전선(BN) 연정의 일원이었던 1970년대, 그는 차관으로 임명되었으며, 아프가니스탄, 터키, 이란의 말레이시아 대사를 지냈다.

## PAS의 총재
PAS 지도부가 위기를 맞았던 1983년, 그는 아무런 반대 없이 PAS의 총재로 선출되었다. 학자(ulama/alim)파로 간주되지 않던 아스리 무다의 후계자로서, 그의 승리는 학자파의 승리로 간주되었다. 아스리의 지도력은 PAS에게 있어 말레이 민족주의에 대한 관점을 좌우하는데 크게 주목되었다. 국민전선 연정에 가입하는 조치와, 종교적 정책논단에서 벗어나는 조치는 당의 지도력을 약화시켰다.
유수프는 당 내에서 학자파 지도자였던 닉 아지즈 닉 맛, 압둘 하디 아왕 등과 함께 학자파의 영향력을 확대하려는 시도를 했다. 그의 지도력은 분명한 이슬람주의적 성향을 보였는데, 먼저 '이슬람 국가'를 당의 강령으로 내세우는 가 하면, 국회의 권한을 "학자파 국회"의 감독으로 하는 정책을 제안했다. 당의 정책을 말레이 민족주의에서 벗어나게 했으며 당 내에 중요한 개편을 단행했다. 당에 "종교적 지도자"라는 직책을 만들었으며, 1987년 그는 초대 종교적 지도자로 취임했다. 그의 지도력은 "맹렬하고 노골적"으로 묘사되었다. 1989년 건강상 문제로 총재직을 사임하고, 부총재였던 파질 누르에게 넘겼다. 파질은 이후 당을 중도적이고 온건한 길로 이끌었다.

## 사망
2000년 4월 28일 피낭에서 사망했다. 아들 무자히드 유소프 라와는 2008년 국회의원이 되었다.